# Zdzisław Czubiński
Zdzisław Leopold Czubiński (ur. 18 października 1888 w Ostrowcu, zm. 10 stycznia 1919 pod Laszkami Murowanymi) – oficer Legionów Polskich, Polskiej Siły Zbrojnej i Wojska Polskiego, kawaler Orderu Virtuti Militari.

## Życiorys
Urodził się w rodzinie Stanisława, urzędnika, i Konstancji ze Szczygielskich. Absolwent gimnazjum w Radomiu, i kursów aptekarskich. 
W 1914 wstąpił do Legionów Polskich. W III batalionie 2 pułku piechoty brał udział w walkach na legionowym szlaku bitewnym. 13 czerwca 1915 na polu bitwy po szarży pod Rokitną , jako podoficer sanitarny, będąc pod ogniem broni strzeleckiej, opatrywał rannych. We wszystkich walkach pułku okazywał odwagę i poświęcenie. Za bohaterstwo w walce odznaczony został Krzyżem Srebrnym Orderu Virtuti Militari. 18 lipca 1916 został mianowany chorążym sanitarnym z dniem 1 lipca tego roku. 5 lutego 1917 został przeniesiony do 5. kompanii 2 pułku piechoty. 12 kwietnia tego roku, w tym samym stopniu i starszeństwie, został wykazany w piechocie. W lipcu 1917, po kryzysie przysięgowym, został internowany w Beniaminowie. 25 marca 1918, po zwolnieniu z obozu, wstąpił do Polskiej Siły Zbrojnej i został przydzielony do 4. kompanii 2 pułku piechoty. 18 czerwca 1918 awansował na podporucznika piechoty ze starszeństwem z 1 marca tego roku .
W 1918 wstąpił do odrodzonego Wojska Polskiego. Był instruktorem w kompanii karabinów maszynowych w Cytadeli w Warszawie. W styczniu 1919 wraz z III batalionem 2 pułku piechoty wyjechał na odsiecz Lwowa. Dowodząc półbatalionem, poległ w ataku na Laszki – Murowane. 21 grudnia 1920 został pośmiertnie zatwierdzony z dniem 1 kwietnia 1920 w stopniu porucznika, w piechocie, w grupie oficerów byłych Legionów Polskich.

## Ordery i odznaczenia
- Krzyż Srebrny Orderu Wojskowego Virtuti Militari nr 6997[2] – 17 maja 1922[8][9]
- Krzyż Niepodległości – pośmiertnie 6 czerwca 1931 „za pracę w dziele odzyskania niepodległości”[10]
- Krzyż Walecznych[2]